# Un curieux fragment
Un curieux fragment (titre original : A Curious Fragment) est une nouvelle américaine de Jack London publiée aux États-Unis en 1908.

## Historique
La nouvelle est publiée initialement dans le magazine Town Topics (en) le 10 décembre 1908, avant d'être reprise dans le recueil When God Laughs and Other Stories en janvier 1911.

## Résumé
Il s'agit d'une dystopie. Dans un monde régit par un système capitaliste, une oligarchie industrielle tient sous sa domination l'ensemble des classes inférieures de la société en leur interdisant l'accès à la lecture et l'écriture.
Privée de culture et de langage, seule la loi du plus fort prévaut pour la plus grande partie de l'humanité. Un ancien professeur d’université, très âgé, préserve, à l'écart de tous, l’héritage de l'ancienne civilisation dans une bibliothèque secrète qui contient les clés du savoir.

## Éditions

### Éditions en anglais
- A Curious Fragment, dans Town Topics (en), magazine, 10 décembre 1908.
- A Curious Fragment, dans le recueil When God Laughs and Other Stories, un volume chez  The Macmillan Co, New York, janvier 1911.
- A Curious Fragment, dans le recueil The Science Fiction of Jack London, anthologie chez Gregg Press (en), Upper Saddle River, juin 1975.

### Traductions en français
- Un curieux fragment, traduit par Louis Postif, in  Histoires des siècles futurs, anthologie, 10/18, 1974.
- Un curieux fragment, traduit par Louis Postif, revu et complété par Frédéric Klein, in Quand Dieu ricane, recueil, Phébus, 2005.